# Francisco Tárrega
Francisco Tárrega Eixea (Villarreal, 21 november 1852 - Barcelona, 15 december 1909) was een (Spaans) componist en gitarist.

## Biografie
Op jonge leeftijd verloor Tárrega bijna zijn gehele gezichtsvermogen toen hij in een irrigatiekanaal viel. Mede naar aanleiding van dit ongeluk verhuisde de familie naar Castellón zodat hij muziekles kon krijgen. Zijn eerste muziekleraren, Eugeni Ruiz en Manuel González, waren blind. In 1862 moedigde gitarist Julian Arcas Tárrega aan om naar Barcelona te reizen, dé stad voor musici in die tijd. Zijn vader haalde hem echter spoedig terug.
Tárrega begon in 1874 een studie compositie bij Pascual Emilio Arrieta y Corera aan het Madrileense conservatorium, financieel gesteund door de rijke koopman Antonio Canesa. Tegen 1880 gaf hij gitaarles (onder anderen aan Emilio Pujol en Miguel Llobet) en gaf hij geregeld concerten, waarbij hij bekendstond als de "Sarasate van de gitaar". Later vestigde hij zich in Barcelona, waar hij in 1909 stierf.

## Werk
Tárrega schreef zelf stukken voor gitaar, zoals Recuerdos de la Alhambra, Capricho Árabe en Danza Mora, maar arrangeerde ook stukken van andere componisten voor gitaar, onder meer van Ludwig van Beethoven, Frédéric Chopin, Robert Schumann, Felix Mendelssohn en Paganini (Variaciones sobre "El Carnaval de Venecia"). Net als verscheidene tijdgenoten, zoals zijn vriend Isaac Albéniz, combineerde hij graag de Romantische trend in de klassieke muziek met elementen uit de Spaanse volksmuziek, en hij transcribeerde enkele van Albéniz' pianostukken (waaronder Leyenda) naar gitaarschrift.
Tárrega wordt beschouwd als de grondlegger van de twintigste-eeuwse klassieke gitaarmuziek en zorgde voor toegenomen belangstelling in de gitaar als concertinstrument. De bekende gitarist Andres Segovia gebruikte veel van Tárrega's werk om de gitaar in de Europese concertzalen te introduceren.
Tárrega is ook de componist van 's werelds meest gehoorde melodie: de Nokia-tune-ringtone, die gebaseerd is op Tárrega's Gran Vals. Zijn muziek inspireerde verder Mike Oldfield, wiens Etude (The Killing Fields) is gebaseerd op Tárrega's solostuk voor klassieke gitaar Recuerdos de la Alhambra (Herinneringen aan het Alhambra).

## Opnames
Stukken van Tárrega zijn zeer frequent opgenomen en uitgebracht op gitaargrammofoonplaten en cd's, van zowat alle grote gitaristen. Dertien stukken zijn te vinden op:
- Sor - Aguado - Tárrega. 19th Century Guitar Favourites. Norbert Kraft, Guitar. Naxos, 1993, 8.553007.
- Duo Imbesi Zangarà, Tocando en Dos works by Julian Arcas, Francisco Tarrega, Dionisio Aguado, performed by Carmelo Imbesi e Carmen Zangarà, Classical Music 3.0, 2022